# Caimin Douglas
Caimin Christian Douglas (* 11. Mai 1977 in Rosmalen, Nordbrabant) ist ein Leichtathlet, der sich auf den Sprint spezialisiert hat. Im Alter von fünf Jahren kehrte Douglas’ Familie nach Curaçao, der Heimat des Vaters, zurück.

## Sportliche Erfolge
Seine ersten Erfolge als Leichtathlet feierte Douglas, Sohn einer niederländischen Mutter und eines von den Niederländischen Antillen stammenden Vaters, mit dem Gewinn der Meisterschaften von Curaçao im 100- und 200-Meter-Lauf. Er erhielt bald darauf ein Stipendium der University of Texas, wo er dann trainierte.
Er nahm für die Niederländischen Antillen an den Olympischen Sommerspielen 2000, für die Niederlande an den Olympischen Sommerspielen 2004 und 2008 teil.
Ende 2001 beantragte Douglas den Wechsel der Staatsangehörigkeit, um für die Niederlande an den Start gehen zu können. Er war daher für ein Jahr bei internationalen Großereignissen, wie den Leichtathletik-Europameisterschaften 2002, gesperrt.
Seinen größten Erfolg feierte Caimin Douglas bei den Leichtathletik-Weltmeisterschaften 2003, als er gemeinsam mit Timothy Beck, Troy Douglas und Patrick van Balkom in 38,87 Sekunden die Bronzemedaille in der 4-mal-100-Meter-Staffel hinter den Teams der USA und Brasiliens gewann. Die ursprünglich zweitplatzierte britische Staffel war wegen des Dopingvergehens von Dwain Chambers nachträglich disqualifiziert worden.
Bei den Olympischen Sommerspielen 2004 schied die in gleicher Besetzung antretende niederländische Staffel wegen eines Wechselfehlers im Vorlauf aus, 2008 belegte die Sprintstaffel bei den Spielen von Peking im Finale den siebten Rang wurde aber ebenfalls wegen eines Wechselfehlers disqualifiziert.
Douglas ist mehrfacher niederländischer Meister im 100- und 200-Meter-Lauf.

## Bestzeiten
- Freiluft
  - 100-Meter-Lauf – 10,23 s (2002)
  - 200-Meter-Lauf – 20,48 s (2001)

- Halle
  - 60-Meter-Lauf – 6,69 s (2006)

## Sonstiges
Bei einer Körpergröße von 1,79 Metern beträgt sein Wettkampfgewicht 80 kg.